# Dossin-kasernen
Dossin-kasernen är ett museum och tidigare militärförläggning i den belgiska staden Mechelen. Under andra världskriget fungerade anläggningen som ett tyskt uppsamlingsläger (tyska: SS-Sammellager Mecheln) för framför allt judar, vilket 1995 ledde till etableringen av ett museum kopplat till Förintelsen.

## Historik
Maria Teresia av Österrike beordrade 1756 bygget av en så kallad Hof van Habsurg, en förläggning för ett infanteriregemente med österrikiska soldater i dåvarande Österrikiska Nederländerna. Den konstruerades som ett fyrkantigt byggnadskomplex runt en kaserngård, i norra delen av det centrala Mechelen och invid den norra flodgrenen av Dyle.
Förläggningen blev senare känd som Belgiska arméns armébaracker, med plats för 2 400 soldater. 1936 fick den namnet Kazerne Dossin (Dossin-kasernen) efter första världskrigsgeneralen Émile Dossin de Saint-Georges, som avled tidigare samma år. Vid denna tid fungerade anläggningen mer som utbildningsanstalt än som soldatförläggning.

### Uppsamlingsläger
År 1940 kapitulerade Belgien efter att ha blivit invaderat av Tyskland. Det tyska överkommandot omvandlade Fort Breendonk, norr om Mechelen, till ett koncentrationsläger för statens olika fiender, och fram till sommaren 1942 samlades där belgiska motståndsmän, kommunister, judar och andra "misshagliga" element som det tyska militärstyret lyckats arrestera. Många transporterades även vidare österut, som del av den slutgiltiga lösningen via avrättningar i förintelseläger.
Fort Breendonk låg i en försvarsanläggning, omgärdad av en vallgrav, och visade sig vara opraktisk som uppsamlingsläger för den stora mängd judar som den slutgiltiga lösningen krävde. Därför lät Adolf Eichmann sommaren rekvirera Dossin-kasernen för detta syfte. Mechelen och Bryssel förenades 1835, via den första järnvägen på den europeiska kontinenten, och staden utvecklades till en belgisk järnvägsknut av rang. På baksidan av Dossin-kasernen, utefter floden Dyle, låg ett stickspår sammanbundet med stadens övriga järnvägsnät. Detta visade sig praktiskt, för att snabbt och effektivt kunna transportera insamlade judar ut ur staden och vidare mot större läger i öster.
Personalen i lägret var mestadels tysk, men dessa assisterades av belgiska kollaboratörer tillhörande den flamländska stödorganisationen till SS. Officiellt lydde lägret under SS-Sturmbannführer Philipp Schmitt, kommendant vid det närbelägna Fort Breendonk, medan "platschef" i Dossin-kasernen var SS-officeren Rudolph Steckmann.

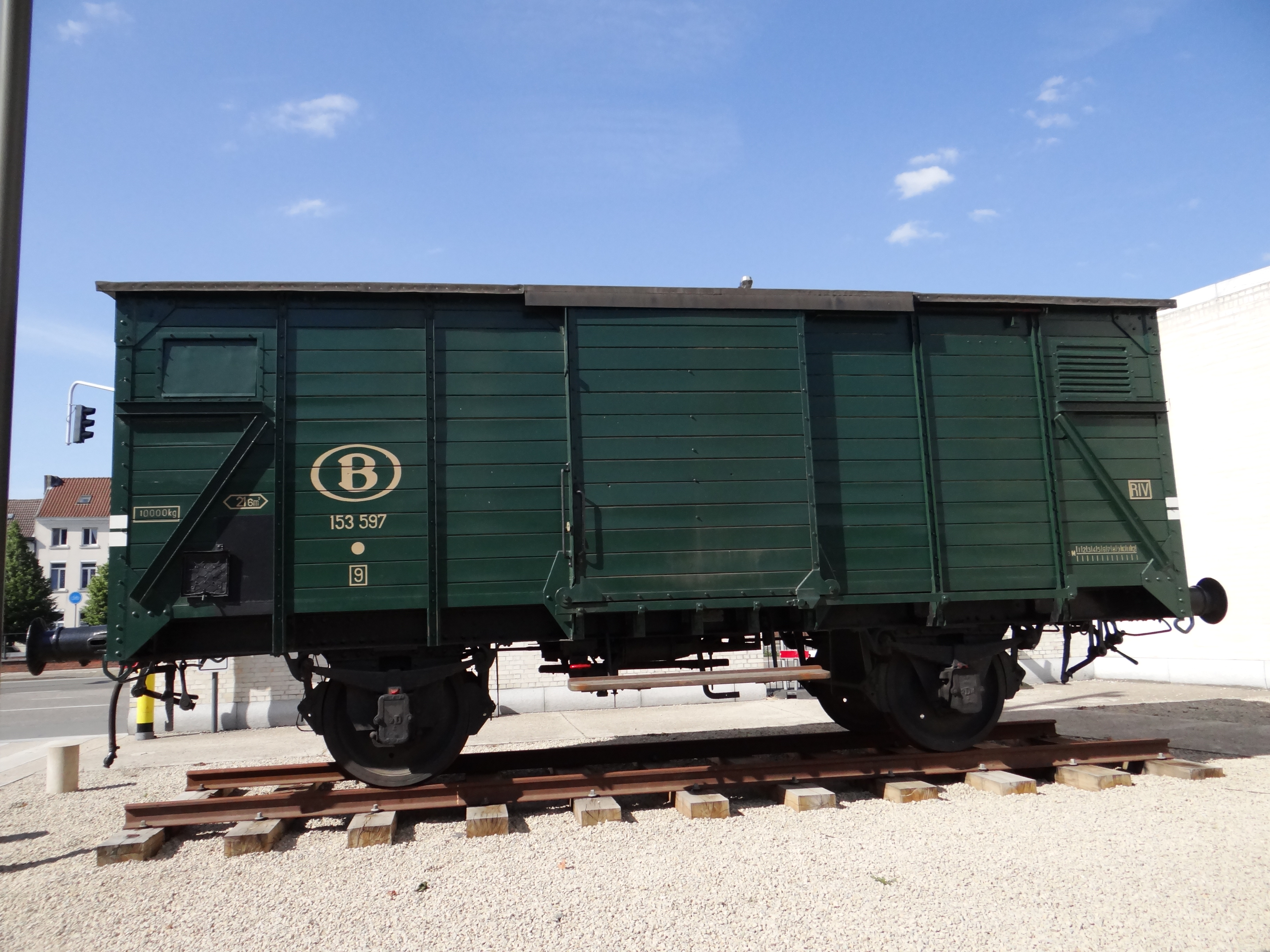
Godsvagn som användes för deportationer, utställd utanför Dossin-kasernen.

De första internerna anlände från Antwerpen till lägret 27 juli 1942. Under resten av året lämnade varje vecka två tågkonvojer, med vardera cirka 1 000 judar, i regel med adress Auschwitz. Den slutliga lösningen omfattade även romer (se Porajmos), som i början av 1944 hämtades in till Dossin-kasernen för vidare transport till Auschwitz. De omänskliga livsvillkoren under fängelsetiden i uppsamlingslägret var särskilt hårda för romerna, som i många fall låstes in i källarrum i veckor eller månader utan vare sig mat eller tillgång till toalett; överlevnadsprocenten var extra låg för de fångna romerna.
Inledningsvis hade man transporterat fångarna i passagerarvagnar, men efter ett antal rymningsincidenter övergick deportationsledningen till fönsterlösa boskaps- eller godsvagnar. Under dessa transporter var fångarna så tätt packade att de knappt kunde ligga ner. Deportationskonvoj XX, den 19 april 1943, var den första som utnyttjade godsvagnar för transporten; ironiskt nog drabbades denna konvoj av den kanske mest omtalade fritagningsaktionen av den belgiska motståndsrörelsen, där hälften av fångarna flydde – 119 av dem för gott.
För att undvika uppmärksamhet bland stadsbefolkningen skedde deportationerna, åtminstone inledningsvis, nattetid. Efter flera fritagningsaktioner övergick man dock till transporter dagtid, med mindre möjligheter att osedda kunna utföra attacker mot tåget.
Från augusti 1942 till juli 1944 fraktades drygt 25 000 judar och över 300 romer med tåg från uppsamlingslägret i Mechelen. Målet var i de allra flesta fall Auschwitz. Totalt avgick 28 tågkonvojer från uppsamlingslägret, den sista den 31 juli 1944. 4 september släpptes de 520 kvarvarande lägerfångarna fria, en dag efter att fångvaktarna flytt från förläggningen som en följd av de allierades intåg i staden. 
Mindre än 5 procent av de deporterade överlevde kriget, och uppsamlingslägret i Mechelen stod för över hälften av de belgiska judar som miste livet genom Förintelsen. Bland dem som avrättades efter att ha deporterats via Dossin-kasernen var konstnärerna Felix Nussbaum och Felka Płatek, vilka båda ingick i den sista transporten 31 juli 1944.

### Senare år

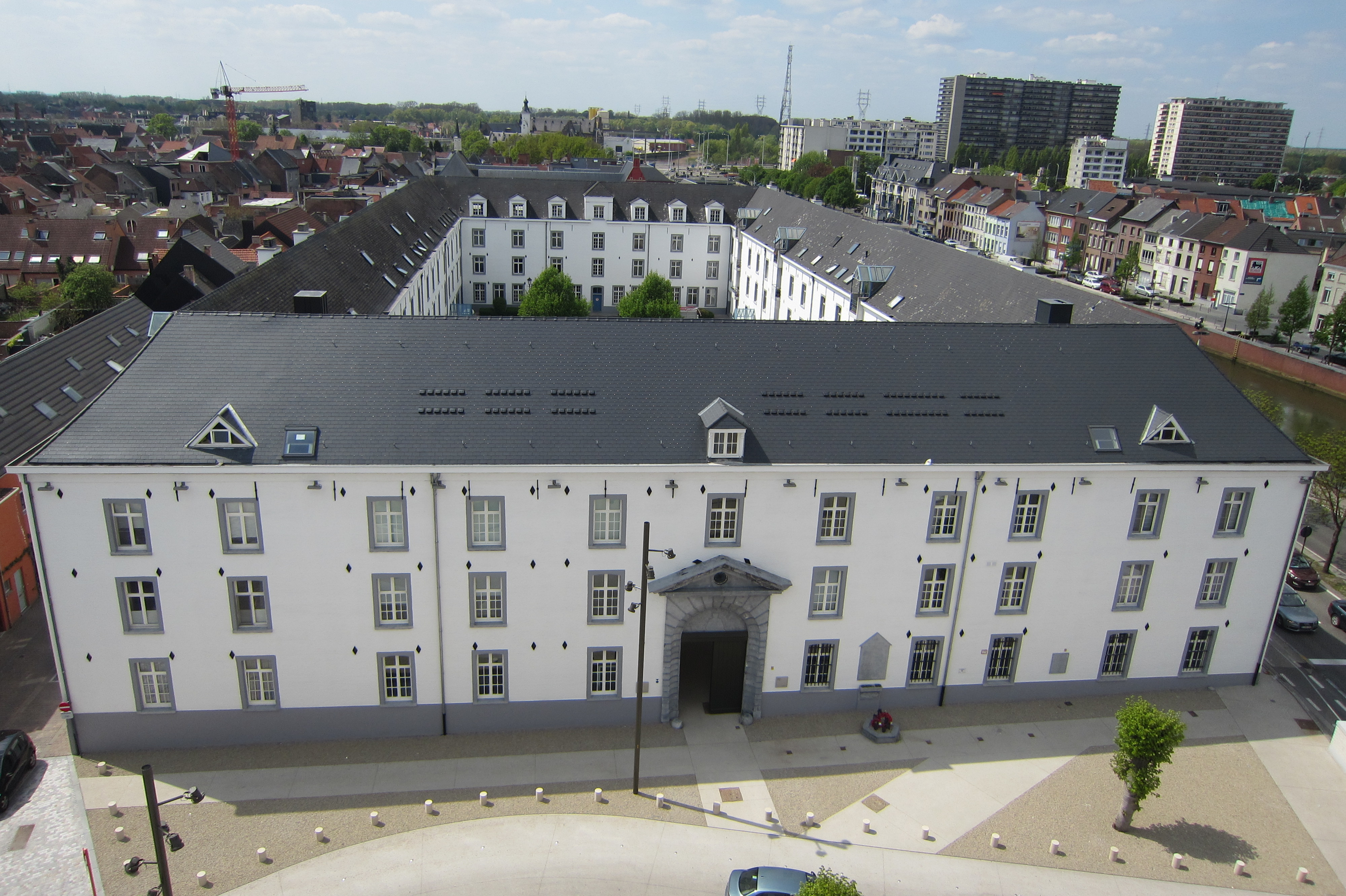
Dossin-kasernen anno 2013.

I samband med de allierades erövring av Mechelen omvandlades Dossin-kasernen till ett interneringsläger för belgiska kollaboratörer och andra krigsförbrytare. 1948 återfick byggnadskomplexet dock sin tidigare roll som utbildningsanstalt för den belgiska försvarsmakten.
År 1973 flyttade krigshögskolan ut från Dossin-kasernen, varefter byggnaden lämnades tom och långsamt förföll. Uner 1980-talet byggdes kasernkomplexet om, bland annat med olika lägenheter, och 1989 flyttade Mechelens stadsarkiv in.
På initiativ av en Judisk minnesförening etablerades därefter ett museum omkring andra världskriget och anläggningens roll i Förintelsen. 1995 öppnades officiellt Joods Museum van Deportatie en Verzet ('Judiska museet över deportationer och motståndsrörelse'), med stöd från staden Mechelen och provinsen Antwerpen. Ett dokumentationscentrum etablerades samtidigt, med målet att bygga vidare på historieforskningen och dokumentationen kring andra världskrigets uppsamlingsläger.
2012 bytte anläggningen namn till Kazerne Dossin – Memoriaal, Museum en documentatiecentrum over Holocaust en Mensenrechten ('Dossin-kasernen, minnesmonument, museum och dokumentationscentrum över förintelsen och mänskliga rättigheter'), efter beslut av Flanderns premiärminister Patrick Dewael. Centret inkluderar numera en ny byggnad direkt öster om kasernen.